# Robby Benson

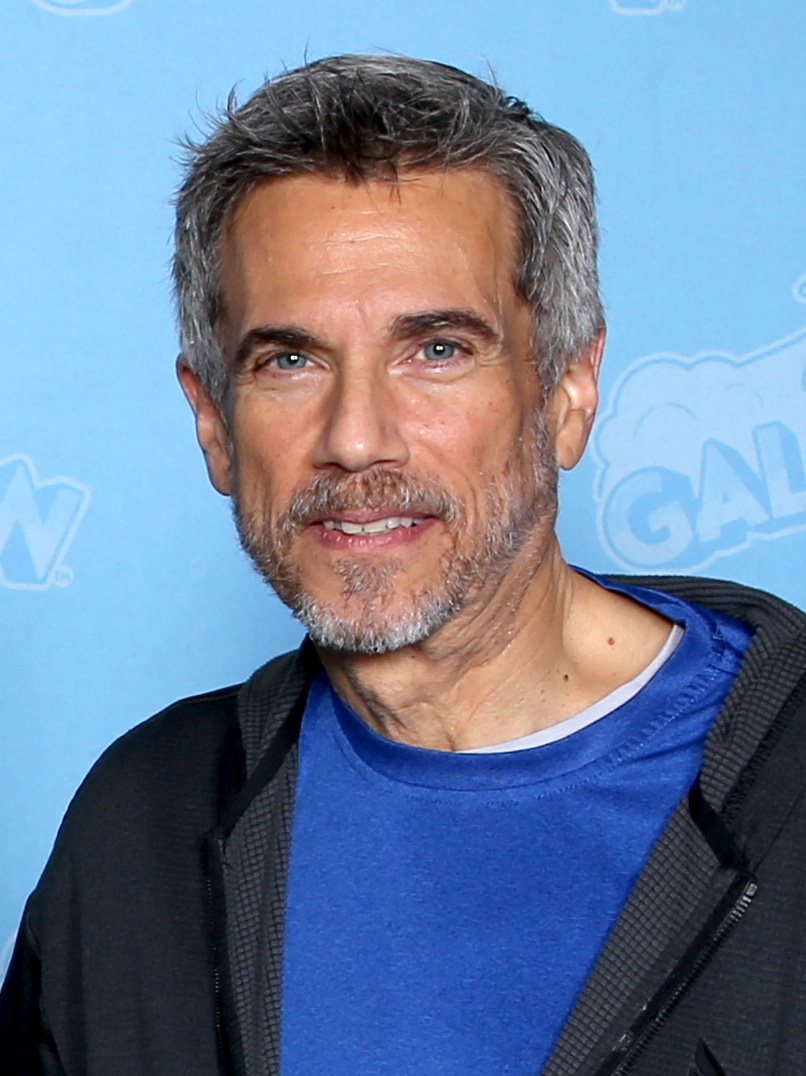
Robby Benson (2019)

Robby Benson (* 21. Januar 1956 in Dallas, Texas als Robin David Segal) ist ein US-amerikanischer Schauspieler und Regisseur.

## Leben und Karriere
Robin David Segal wurde als Sohn einer jüdischen Familie in Dallas geboren. Seine Mutter Ann war eine Sängerin und sein Vater Jerry Segal ein Autor. Er hat eine Schwester namens Shelli Segal. Er wuchs in New York City auf und stand bereits in seiner Kindheit auf der Bühne; dafür nahm er den Geburtsnamen seiner Mutter Benson an.

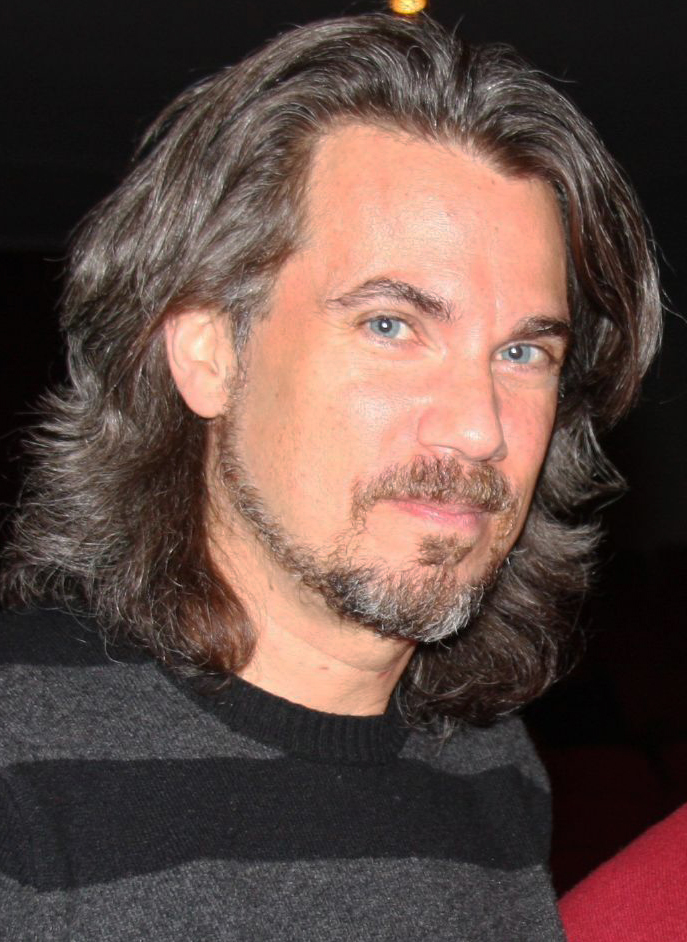
Robby Benson (2007)

Sein Broadway-Debüt auf der Theaterbühne machte er mit dem Musical The Rothschilds. Bald darauf spielte er auch in der Serie Search for Tomorrow (1972) eine Rolle. Als Filmdarsteller konnte er mit dem Western Jory (1973) sein Debüt feiern. Bald darauf war er auch in weiteren Filmen wie Jeremy und Ode to Billy Joe in Teenierollen zu sehen.
Bereits 1976 war er in der Liste der zwölf vielversprechendsten neuen Schauspieler von John Willis' Screen World vermerkt. Er war auch einer der Kandidaten für die Rolle des Luke Skywalker aus Krieg der Sterne, welche aber letztlich an Mark Hamill ging. Stattdessen war er in diversen anderen Filmprojekten, oft Fernsehfilmen zu sehen, wie Eisfieber (1978) oder Harry & Sohn (1984). 1983 spielte er in dem Doku-Film Running Brave die Rolle des Billy Mills.
Auch als Synchronsprecher ist Benson tätig, nachdem er 1991 in dem Disneyfilm Die Schöne und das Biest dem Biest seine Stimme lieh, synchronisierte er in der Folgezeit auch in diversen anderen Zeichentrickproduktionen sowie Videospielen und lieh den Figuren seine Stimme, so beispielsweise in dem 2000 erschienenen Fantasy-Weihnachtsfilm Die Abenteuer von Santa Claus Nicholas, dem Weihnachtsmann. Als Regisseur war Benson für über 100 Episoden von vielen verschiedenen Sitcoms verantwortlich, wie z. B. Friends, Sabrina – Total Verhext! und Ellen.
Für das Lied Something There aus dem Soundtrack zu Die Schöne und das Biest erhielt er 2024 in den USA eine Goldene Schallplatte.

## Privates
Benson ist zeitweise als Professor an der Tisch School of the Arts von der New York University tätig, nachdem er diesen Status an der Appalachian State University erworben hat. Seit 1982 ist er mit der Schauspielerin Karla DeVito verheiratet, mit der er zwei Kinder, einen Sohn und eine Tochter, hat. Seit seiner Geburt leidet er zudem an einem ernsten Herzfehler.

## Filmografie (Auswahl)

### Als Schauspieler
- 1967: Warte, bis es dunkel ist (Wait Until Dark)
- 1973: Jory
- 1973: Jeremy
- 1974: All die netten Fremden (All the Kind Strangers, Fernsehfilm)
- 1975: Abenteurer auf der Lucky Lady (Lucky Lady)
- 1976: Die Verführung (Ode to Billy Joe)
- 1977: Mann, du bist Klasse! (One on One)
- 1977: The Death of Richie (Fernsehfilm)
- 1978: Eisfieber (Ice Castles)
- 1978: Nobody Is Perfect (The End)
- 1980: Stirb lachend (Die Laughing)
- 1980: Ein Sommer in Manhattan (Tribute)
- 1981: Die Erwählten (The Chosen)
- 1983: Running Brave
- 1984: Harry & Sohn (Harry & Son)
- 1984: City Limits
- 1987: Rent-a-Cop
- 1990: Love Games
- 1991: Die Schöne und das Biest (Beauty and the Beast; Zeichentrickfilm, Stimme)
- 1991–1993: Die Legende von Prinz Eisenherz (The Legend of Prince Valiant; Zeichentrickserie, Stimme)
- 1992: King’s Quest VI: Heir Today, Gone Tomorrow (Videospiel, Stimme)
- 1993: Kaltblütig geopfert (Precious Victims, Fernsehfilm)
- 1996/1997: Sabrina – Total Verhext! (Sabrina, the Teenage Witch; Fernsehserie, 2 Folgen)
- 1997: Die Schöne und das Biest – Weihnachtszauber (Beauty and the Beast: The Enchanted Christmas; Zeichentrickfilm, Stimme)
- 1998: Belles zauberhafte Welt (Belleʼs Magical World; Zeichentrickfilm, Stimme)
- 2000: Die Abenteuer von Santa Claus (Life & Adventures of Santa Claus, Stimme)
- 2000: Dragonheart – Ein neuer Anfang (Dragonheart: A New Beginning, Stimme)
- 2002: Just a Dream
- 2002–2003: American Dreams (Fernsehserie, 8 Folgen)
- 2019: Apple Seed

### Hinter der Kamera beteiligt
- 1980: Stirb lachend (Die Laughing, als Produzent)
- 1977: Mann, du bist Klasse! (One on One, als Drehbuchautor)
- 1988: Unter Druck (White Hot, als Regisseur und Schauspieler)
- 1990: Love Games (als Regisseur, Drehbuchautor, Produzent und Schauspieler)
- 1993: Der Schrei der Taube (Betrayal of the Dove, als Drehbuchautor)
- 1993–1994: Daddy schafft uns alle (Evening Shade; Fernsehserie, 8 Folgen als Regisseur)
- 1995–1996: Ellen (Fernsehserie, 25 Folgen als Regisseur)
- 1995–1997: Friends (Fernsehserie, 6 Folgen als Regisseur)
- 2008: Billy: The Early Years (als Regisseur)